# The Bones Brigade Video Show
De Bones Brigade Video Show was een van de eerste skateboardvideo's van Powell Peralta, de Amerikaanse skateboardfirma van Stacy Peralta. De video werd door hem geproduceerd in 1984.
In de video skaten Steve Caballero, Adrian Demain, Todd Hasting, Tony Hawk, Chris Iverson, Mike McGill, Lance Mountain, Rodney Mullen, Stacy Peralta zelf, Eddie Reategui, Kevin Staab, Steve Steadham en Per Welinder.